# Boy (película de 2010)
Boy es una película de comedia dramática de Nueva Zelanda de 2010, escrita y dirigida por Taika Waititi. La película está protagonizada por James Rolleston, Te Aho Aho Eketone-Whitu y Waititi. Está producida por Cliff Curtis, Ainsley Gardiner y Emanuel Michael y financiada por la New Zealand Film Commission. En Nueva Zelanda, la película eclipsó récords anteriores de recaudación de taquilla en la primera semana para una producción local. Boy se convirtió en la película neozelandesa más taquillera en la taquilla local. La banda sonora de Boy presenta artistas neozelandeses como The Phoenix Foundation, que anteriormente proporcionó música para la película Eagle vs Shark de Waititi.

## Reparto
- James Rolleston como Boy, un niño maorí que es un gran admirador de Michael Jackson. Boy sueña con hacerse rico e ir a la ciudad con su padre, su hermano y su cabra mascota. Su verdadero nombre es Alamein, como su padre.
- Te Aho Aho Eketone-Whitu como Rocky, el tímido hermano menor de Boy que cree que tiene superpoderes.
- Taika Waititi como Alamein, el padre de Boy y Rocky; un ex convicto y exmilitar nacional que quiere ser el líder de una pandilla de motociclistas y regresa a Waihau Bay para encontrar el dinero perdido.
- Moerangi Tihore como Dynasty, la hermana de Dallas y una de las mejores amigas de Boy. Es hija de un motociclista y parece sentir algo por Boy.
- Cherilee Martin como Kelly, la prima de la misma edad de Boy, que vive con él en la misma casa, con sus tres hermanas pequeñas.
- RickyLee Waipuka-Russell como Chardonnay, una adolescente de la que Boy está enamorado y que lo ignora por completo.
- Haze Reweti como Dallas, uno de los mejores amigos de Boy.
- Maakariini Butler como Murray, uno de los amigos de Boy en la escuela.
- Rajvinder Eria como Tane, el amigo indio de Boy, que siempre está junto a Murray y Dallas.
- Manihera Rangiuaia como Kingi, un matón escolar que a menudo intimida a Boy. Lleva una chaqueta de "Thriller" de  Michael Jackson.
- Darcy Ray Flavell-Hudson como Holden, el hermano mayor de Kingi, que también intimida a Boy pero llega a temer al padre de Boy, Alamein, y llega a admirarlo.
- Rachel House como la tía Gracey, la hermana de la madre fallecida de Boy, propietaria de una tienda frente al mar.
- Waihoroi Shortland como Weirdo, un hombre extraño que vive cerca del puente y parece estar siempre buscando algo. Parece infantil e inofensivo.
- Cohen Holloway como Chuppa, un amigo de Alamein, que es un ex convicto y muy tonto, junto con Juju.
- Pana Hema Taylor como Juju, el otro amigo de Alamein. Al igual que Chuppa, siempre se mete en problemas junto a los niños.
- Craig Hall como el Sr. Langston, el director de la escuela Pākehā, que estudió con los padres de Boy.
- Mavis Paenga como Nan, abuela de Boy y madre de Alamein. Viaja al funeral de alguien durante dos semanas y deja a Boy a cargo. Ella llama a los niños "Mis Mokos", que es la abreviatura de mokopuna, la palabra maorí para nietos.

## Producción

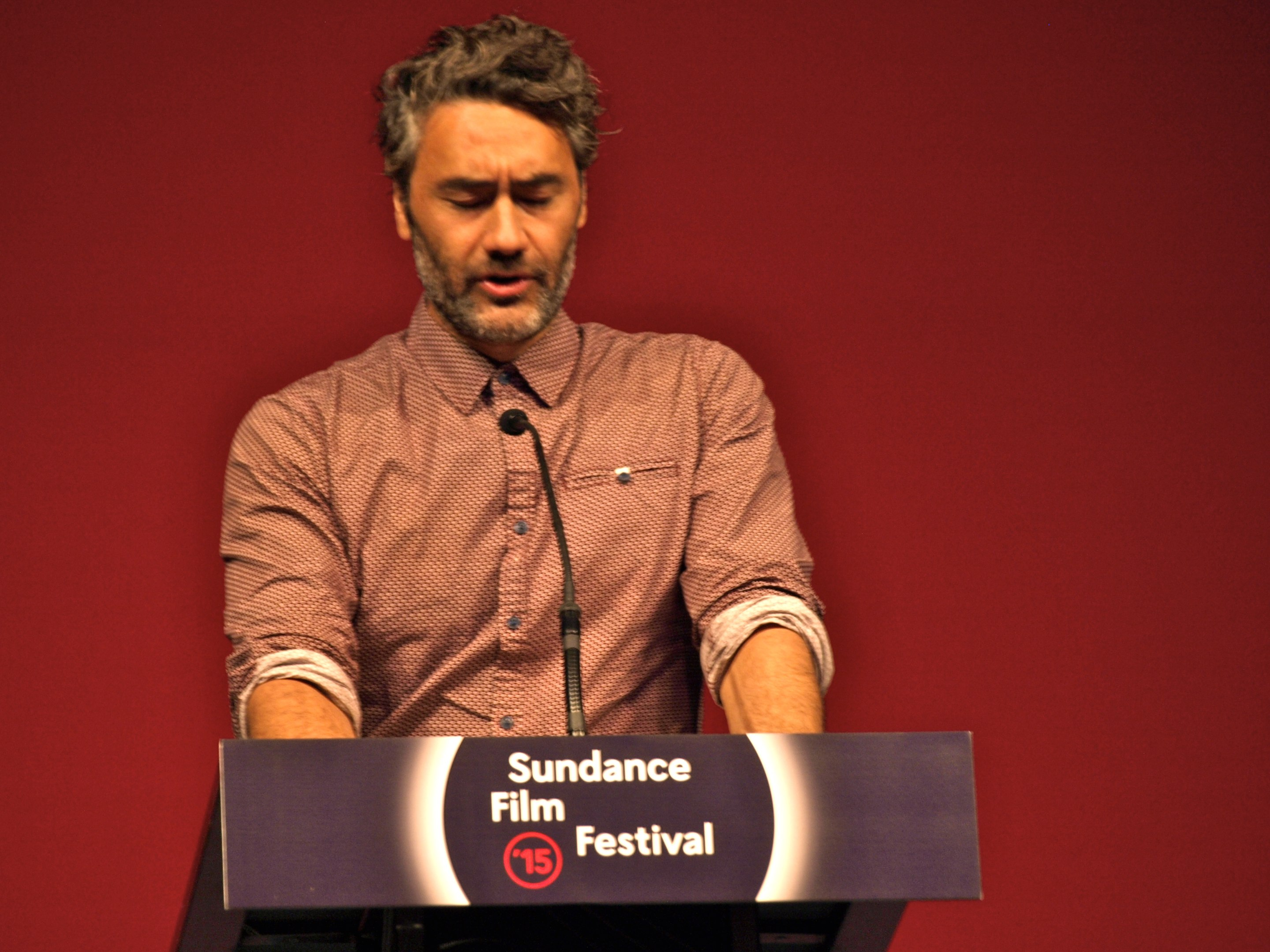
Director, actor y escritor Taika Waititi

Waititi comenzó a desarrollar Boy poco después de terminar el cortometraje Two Cars, One Night, y surgió por primera vez como una película llamada Choice. El proyecto fue aceptado en el Sundance Writer's Lab en 2005, donde Waititi lo trabajó con los guionistas Frank Pierson, Susan Shilliday, David Benioff y Naomi Foner Gyllenhaal. En lugar de hacer de Boy su primera película como director, Waititi pasó a hacer Eagle vs Shark y continuó desarrollando el guion durante los siguientes tres años.
Una vez que el guion estuvo finalmente listo, hubo una pequeña ventana de oportunidad para realizarlo. Waititi abandonó el título Choice porque sintió que no se traduciría al público internacional, y la película pasó a llamarse The Volcano. "Fue muy doloroso ver el potencial de este niño para ser más grande de lo que es o simplemente florecer o explotar", dijo Waititi. "Así que también era un personaje en el guion. Cuando estábamos filmando la película todavía se llamaba Volcano y durante el montaje terminamos eliminando muchas cosas".
Waititi quería rodar la película en el lugar donde creció, Waihau Bay. La historia se desarrolló en verano, pero fue un desafío rodar en pleno verano debido a la popularidad de la zona como destino de pesca y vacaciones. La película muestra campos de maíz, que se cosechan a partir de finales de abril. James Rolleston no fue elegido inicialmente para el papel principal de Boy. Otro actor ya estaba en su lugar cuando Rolleston apareció como extra para una prueba de vestuario. Waititi le hizo una audición y, después de revisar los clips de la película, le ofrecieron el papel a Rolleston dos días antes de que comenzara el rodaje.
Waititi recaudó 110.000 dólares a través del sitio web de financiación colectiva Kickstarter para distribuir la película en Estados Unidos. En ese momento, este era el ejemplo más destacado de micromecenazgo en Nueva Zelanda.

## Estreno
Boy se estrenó en el Festival de Cine de Sundance 2010 el 22 de enero de 2010 y compitió en la categoría "Cine mundial - Dramático". Se estrenó en cines el 25 de marzo de 2010 en Nueva Zelanda y fue proyectada en el Festival de Cine de las Antípodas en Saint Tropez, Francia, en octubre de 2010.
La película fue lanzada en DVD y Blu-ray en 2011 por Paramount Home Media Distribution.